# Xenacanthus
Xenacanthus és un gènere extint de taurons que visqueren del Carbonífer fins a Permià. Diversos fòssils que ha trobat per tot el món. Mesuraven un metre de longitud i vivien en aigua dolça.

## Taxonomia
- X. atriossis
- X. compressus
- X. decheni
- X. denticulatus
- X. erectus
- X. gibbosus
- X. gracilis
- X. howsei
- X. laevissimus
- X. latus
- X. luedernesis
- X. parallelus
- X. robustus
- X. slaughteri
- X. taylori